# Joseph Jules Beecken
Joseph Jules Beecken est un boxeur belge né le 11 avril 1904.

## Carrière
Il remporte la médaille de bronze aux Jeux olympiques de Paris en 1924 dans la catégorie poids moyens. Après avoir battu Ben Funk et Daniel Daney, Beecken s'incline en demi-finale contre le britannique Harry Mallin. 

## Palmarès

### Jeux olympiques
- Jeux olympiques de 1924 à Paris[2] (poids moyens)